# 専門学校サンテクノカレッジ

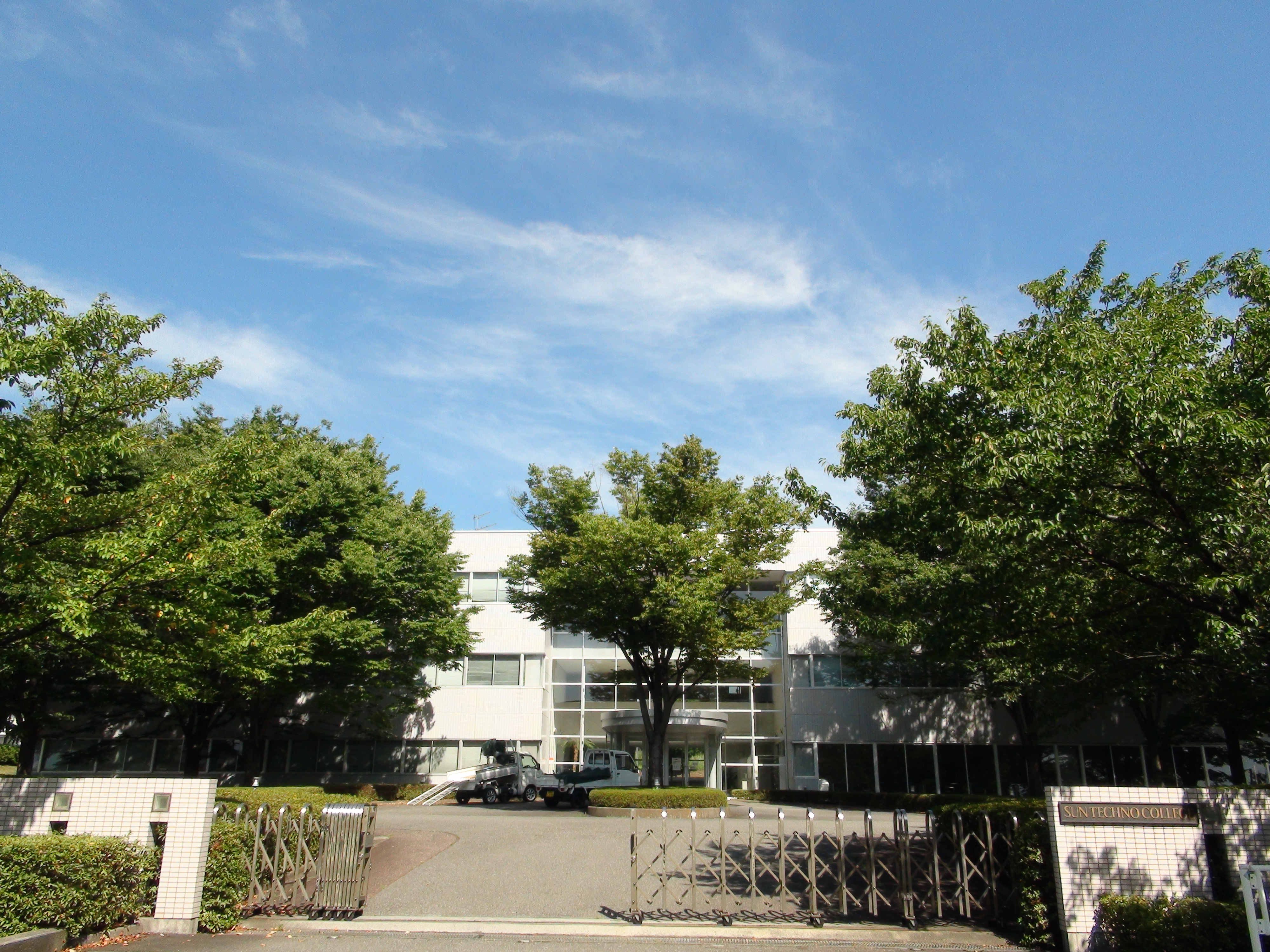
サンテクノカレッジ（2012年8月撮影）

専門学校サンテクノカレッジ（せんもんがっこうサンテクノカレッジ）は、山梨県甲斐市にある専修学校。「サンテク」と略されることがある。
日本で初めてインターネットに接続した専修学校としても知られる。

## 沿革
- 1987年4月 - 準備事務所設置
- 1989年8月 - 設立発起人会開催
- 1990年4月 - 校舎起工式
  - 12月 - 校舎竣工
- 1991年4月 - 開校
- 1994年4月 - 日本の専修学校ではじめてインターネットに接続

## 所在地
山梨県甲斐市竜王新町1999-5 竜王赤坂ソフトパーク内

## アクセス
- JR竜王駅より徒歩約10分

## 学科
- 情報システム科（2年制）

コンピュータの概念から構築までを学ぶ学科。主な学習内容は「プログラミング言語（主にC言語）」「システム設計（システム・アーキテクチャ）」「データベース構築」などである。
システムエンジニア、システムアドミニストレータ、ゲームクリエイターなどを輩出する。
- マルチメディア科（2年制）

コンピュータにおける音響、コンピュータグラフィック技術を学ぶ学科。主な学習内容は「ゲーム作成理論」「CG&アニメーション」「マスコミ概論」などである。
システムエンジニア、プログラマー、ゲームクリエイターなどを輩出する。
- コンピュータコミュニケーション科（4年制）

　　2年次までは情報システム科と同様の内容を学び、3年次からはより高度な内容を学ぶ。
　　4年次には卒業研究の発表を行う。
- ネットワークデザイン科(廃止済み)

ホームページの作成、ネットワーク構築技術などを学ぶ学科。主な学習内容は「ウェブページデザイン」「プログラミング言語（主にJava）」「サーバ構築」などである。
ネットワークエンジニア、ウェブページデザイナー、Webアプリケーションプログラマーなどを輩出する。
- 情報科学研究科（1年制、廃止済み）

通常の専修課程を終えた者が、さらに学習するために設けられた学科。学習内容などは学生が各自に決める。
- 社会人研修過程（1年制、廃止済み）

情報科学研究科への入学は、「情報システム科」「マルチメディア科」「ネットワークデザイン科」の内、1つでも卒業しているか、もしくはそれらと同等の学力を身に着けていることが条件となっている。

## その他
- 2008年10月4日にサンテクノカレッジ初の学園祭「太陽祭」が行われた。http://www.taiyousai.com
- 校舎の向かい側に、ハル研究所がある。

## 教授陣
- 校長
- 教職員